# Åttjärnsbodarna
Åttjärnsbodarna är ett naturreservat i närheten av Önskansjön, i Skorpeds socken, i Örnsköldsviks kommun.
Reservatet inrättades 2009 och omfattar 53 hektar. 